# D'amour et d'ombres
Pour plus de détails, voir Fiche technique et Distribution.
D'amour et d'ombres (Of Love of Shadows) est un film dramatique américano-argentin réalisé par Betty Kaplan sorti en 1994.

## Synopsis
Irene est rédactrice dans un magazine chilien pendant la dictature de Pinochet. Francisco est un jeune et séduisant photographe qui se présente à Irene pour obtenir un travail. Sympathisant du mouvement de résistance underground, Francisco ouvre les yeux et le cœur d'Irene sur les atrocités commises dans son pays.

## Fiche technique
Sauf indication contraire, les informations mentionnées dans cette section peuvent être confirmées par les bases de données cinématographiques IMDb et Allociné,  présentes dans la section « Liens externes ».
- Titre original : Of Love of Shadows
- Titre français : D'amour et d'ombres
- Réalisation : Betty Kaplan
- Scénario : Donald Freed, d'après l'œuvre de Isabel Allende
- Production : Richard B. Goodwin, Betty Kaplan, Paul Mayersohn
- Composition : José Nieto
- Montage : Bill Butler, Kathryn Himoff
- Photographie : Felix Monti
- Sociétés de production : Miramax Films, Pandora Cinema
- Sociétés de distribution : Miramax Films
- Pays de production :  États-Unis
- Genre : Drame
- Langue :  États-Unis
- Dates de sortie :
  - Allemagne : 6 octobre 1994
  - États-Unis : 10 mai 1996

## Distribution
Sauf indication contraire, les informations mentionnées dans cette section peuvent être confirmées par les bases de données cinématographiques IMDb et Allociné,  présentes dans la section « Liens externes ».
- Antonio Banderas (VF : Pierre-François Pistorio) : Francisco Leal
- Jennifer Connelly (VF : Véronique Desmadryl) : Irene Beltran
- Stefania Sandrelli : Beatriz
- Diego Wallraff (VF : Damien Boisseau) : José
- Camilo Gallardo : Gustavo
- Patricio Contreras (VF : Sébastien Desjours) : Mario
- Maria Fiorentino (VF : Véronique Augereau) : Digna Ranquileo
- Jorge Rivera López (VF : Philippe Ogouz) : Pr Leal
- Angela Ragno : Hilda Leal

 Source et légende : version française (VF) sur RS Doublage